# پل هامبر
پل هامبر (انگلیسی: Humber Bridge) یک پل معلق بر روی رودخانه هامبر در شهرک هسل، انگلستان است.
این پل که در سال ۱۹۸۱ میلادی ساخته شده دارای ۲۲۲۰ متر طول و ۱۵۵٫۵ متر ارتفاع دارد.

## نگارخانه

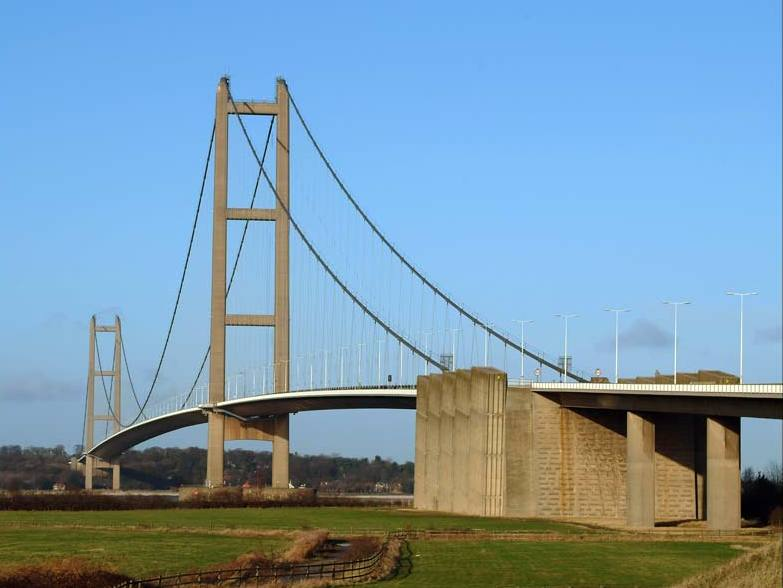
View from the south bank showing the curvature of the bridge
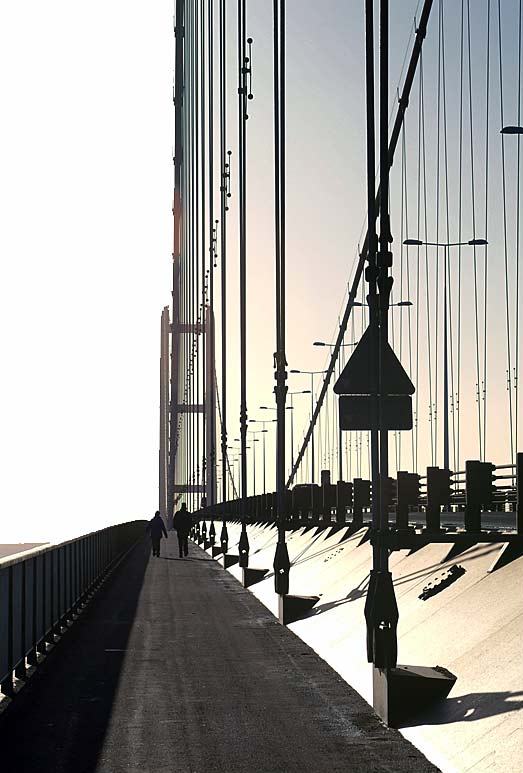
View from the eastern walkway
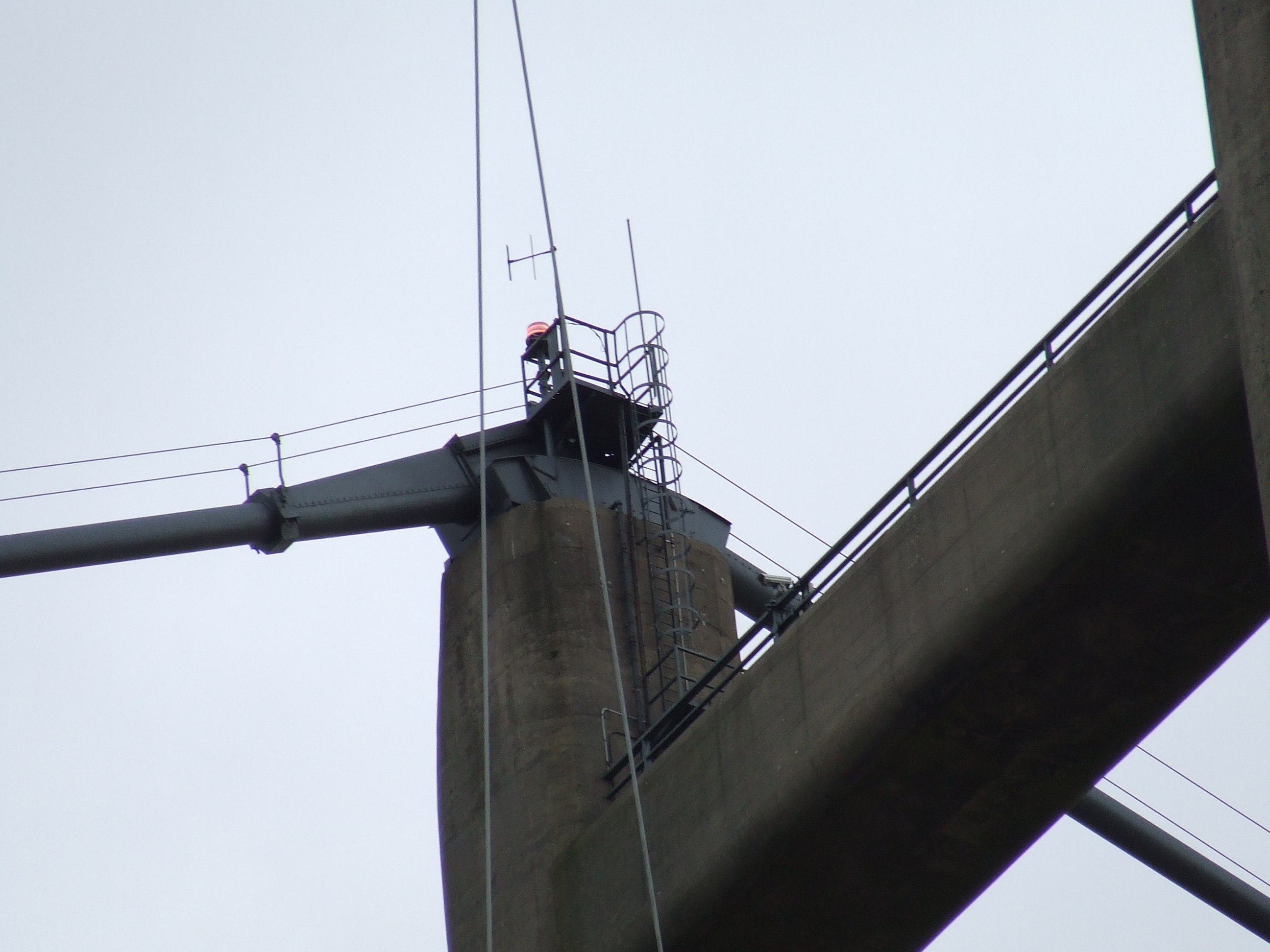
Close up of a bridge tower
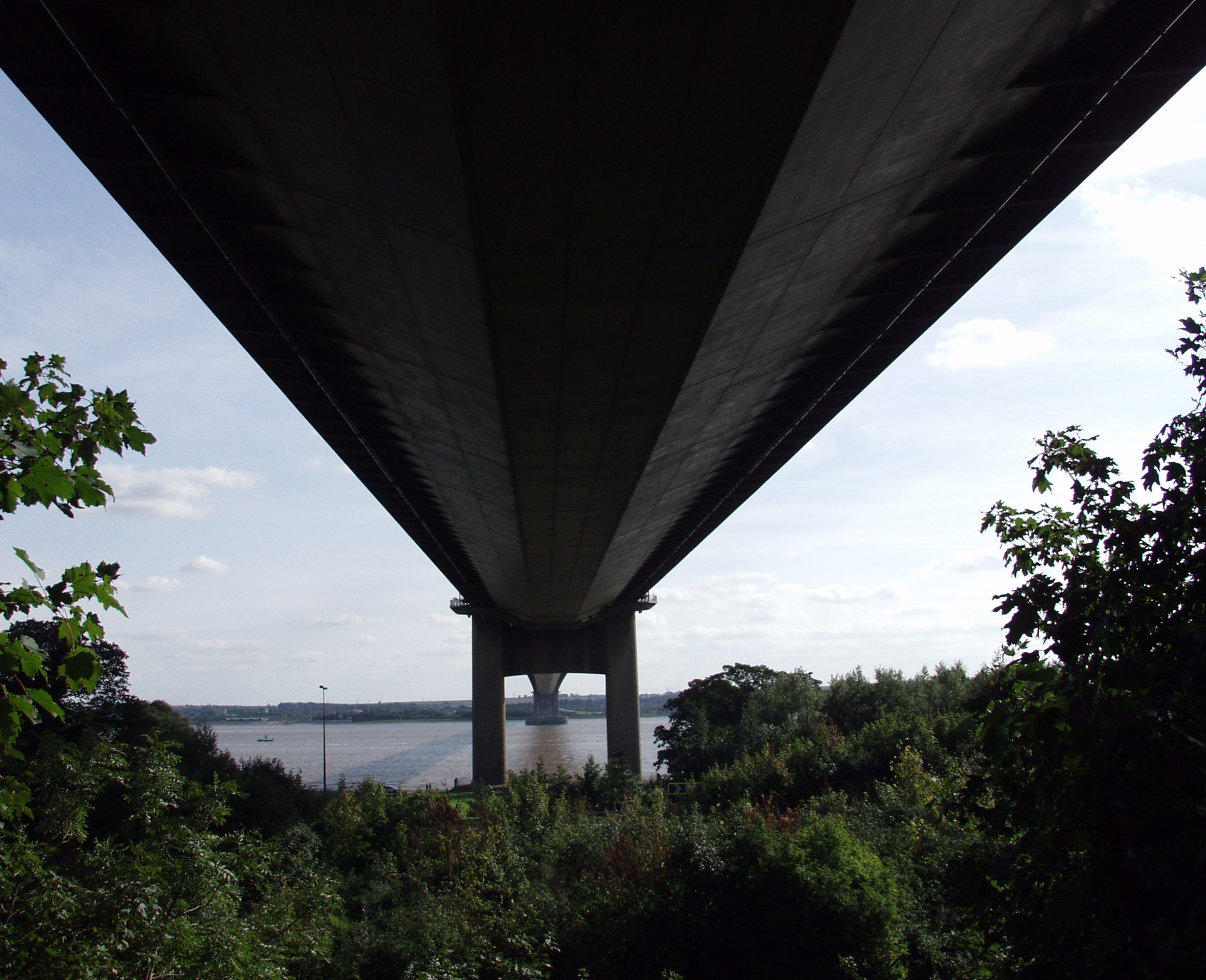
View from below the Humber Bridge towers taken from north bank
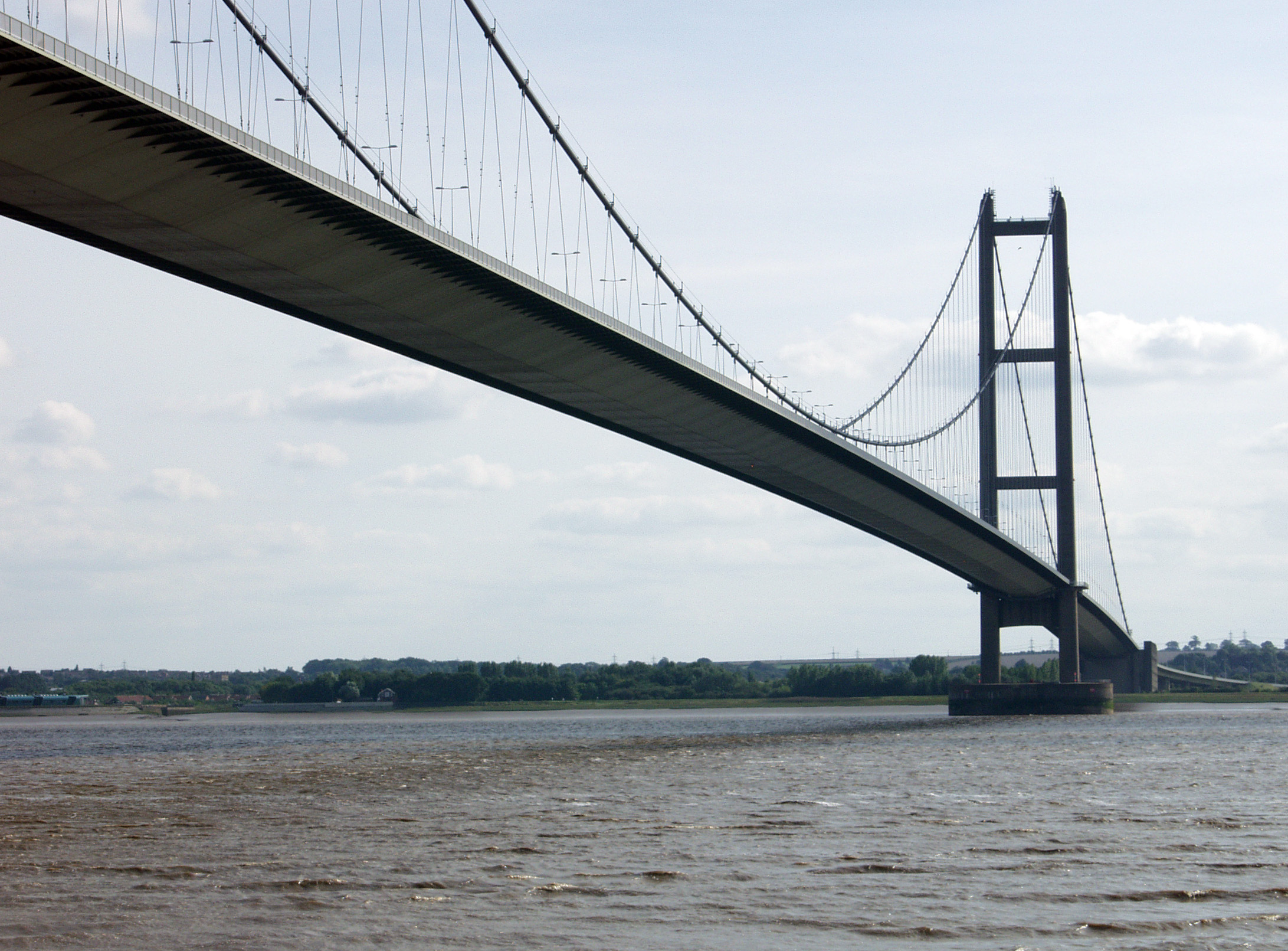
View from north bank west side
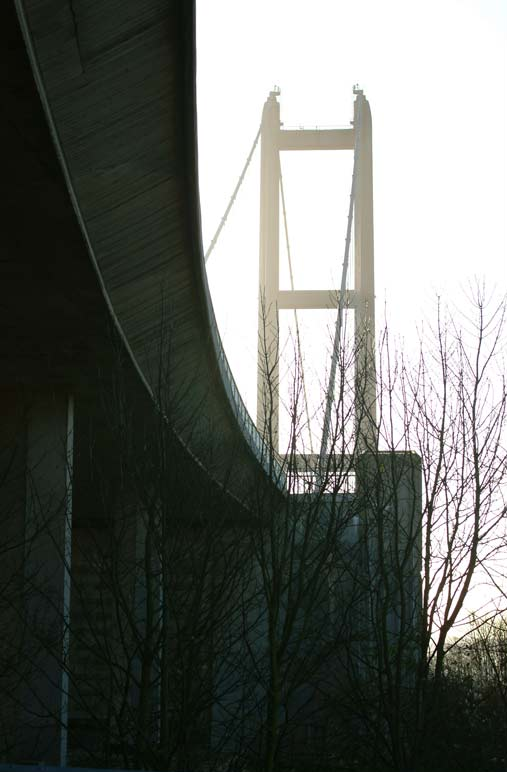
View from the north bank under the road
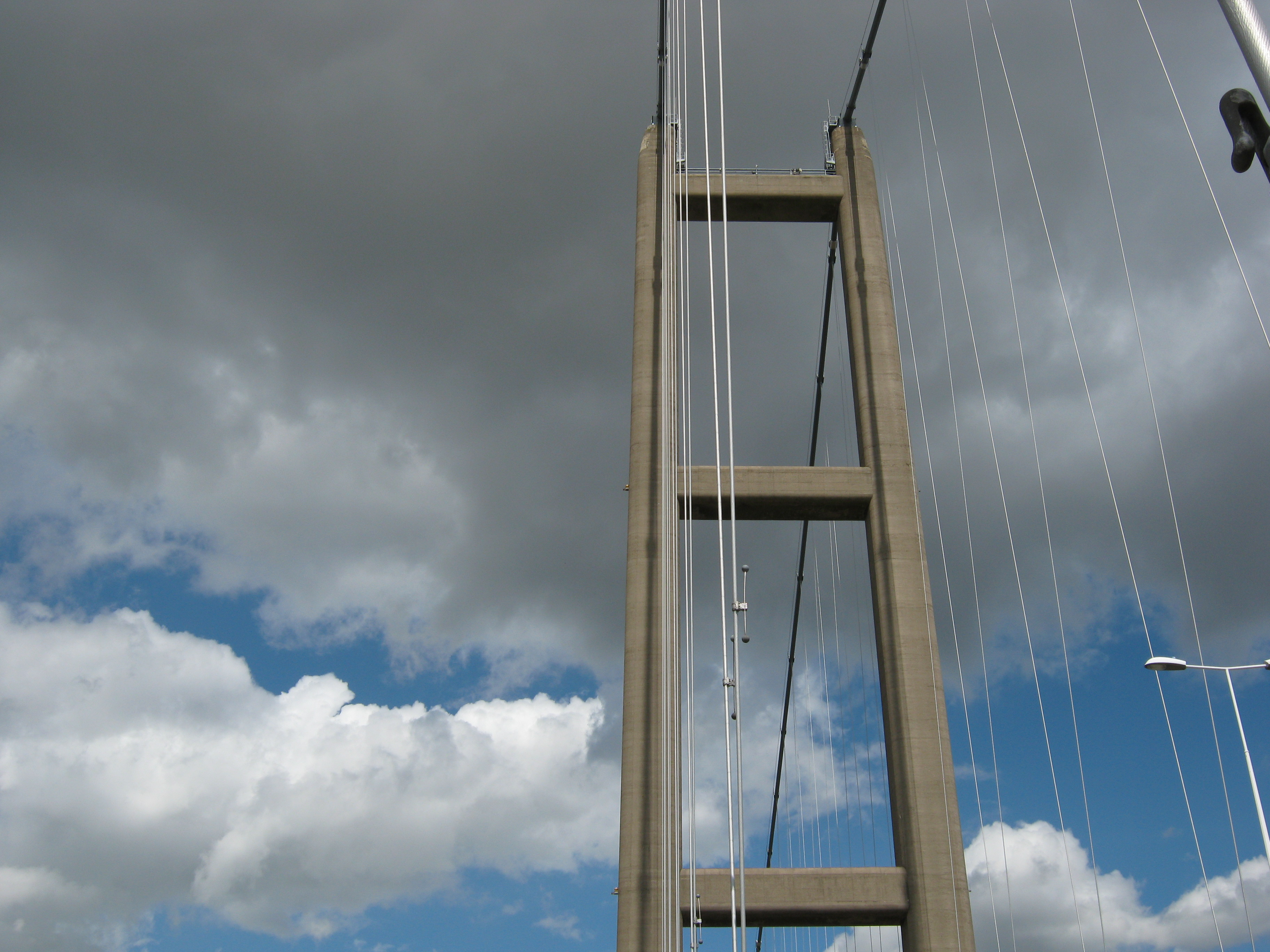
Humber Bridge Tower
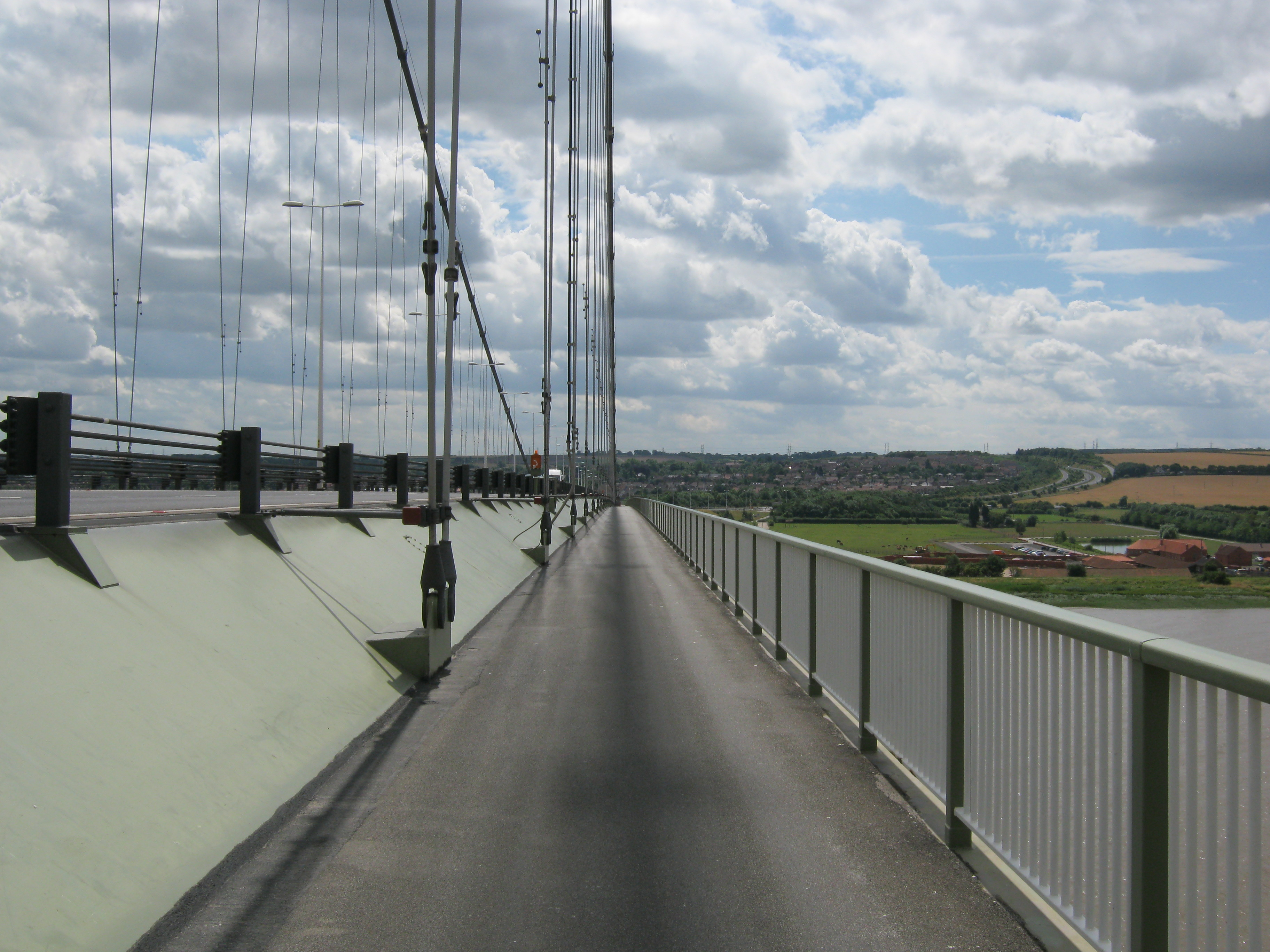
Humber Bridge Walkway